# Nicklas Bengtsson
Thord Erik Nicklas Bengtsson, född 6 november 1987 i Sköns församling, är en svensk fotbollsspelare (försvarare) som spelar för Selånger FK. Han är vänsterfotad.
Bengtssons moderklubb är Sund IF. Han spelade mellan 2003 och 2005 för GIF Sundsvalls tipselitlag. 2006 lånades han ut till division 3-klubben Stockviks FF. Inför säsongen 2007 skrev Bengtsson på ett treårskontrakt med GIF Sundsvall. Han återvände 2010 till moderklubben Sund IF, som då spelade i division 3. 2012 gick han till division 1-klubben Selånger FK.